# David Stirton
Pour les articles homonymes, voir Stirton.
David Stirton (13 juin 1816-16 août 1908) est un homme politique canadien de l'Ontario. Il est député fédéral libéral de la circonscription ontarienne de Wellington-Sud de 1867 à 1876.

## Biographie
Né à Angus en Écosse, Stirton s'installe avec sa famille près de Guelph dans le Haut-Canada autour de 1827. S'installant sur sa propre ferme en 1841, il sert comme préfet du canton de Puslinch (en) de 1853 à 1857 et devient capitaine de la milice locale.
Élu dans Wellington-Sud en 1867, il est réélu en 1872 et 1874. Il démissionne de son poste de député en 1876 pour devenir maître de poste de Guelph.
Stirton meurt à l'âge de 92 ans.